# هیلدور گودنادوتیر
هیلدور اینگوِلداردوتیر گودِنادوتیر (به ایسلندی: Hildur Ingveldardóttir Guðnadóttir) به اختصار: هیلدور گودِنادوتیر (زاده ۴ سپتامبر ۱۹۸۲) نوازنده ویولن سل و موسیقی‌دان کلاسیک ایسلندی است و برنده اسکار است که با گروه‌های مختلف موسیقی از جمله پن سونیک، ترابینگ گریسل و گروه مام آلبوم موسیقی گم‌شده در هیلدرنس را منتشر کرده‌است. او همچنین با گروه انیمال کالکتیو و سان او به‌طور مشترک کنسرت برگزار کرده‌است. او با همکاری یوهان یوهانسون، موسیقی متن فیلم مریم مجدلیه از گرث دیویس را ساخت. در سال ۲۰۱۸ هیلدور موسیقی متنی را برای فیلم سیکاریو: روز سرباز به کارگرانی استفانو سولیما ساخت. در سال ۲۰۱۹ او با آهنگسازی برای مینی‌سریال چرنوبیل به تهیه‌کنندگی کریگ مازن و کارگردانی یوهان رنک، به عناوینی از جمله جایزه گرمی و امی  دست‌یافت.
در سال ۲۰۰۷ او یک آلبوم انفرادی به نام «کوه آ» منتشر کرد که در آن سعی داشت «تا جایی که می‌شد افراد هر چه کمتری را در آن دخیل کنم». این آلبوم در شهر نیویورک و هولار در شمال ایسلند ضبط شده‌است. سال ۲۰۰۹ وی دومین آلبوم انفرادی خود را با نام بدون غرق شدن در بریتانیا با لیبل تاچ رکوردز منتشرکرد.
هیلدور به جز نوازندگی ویولن سول، آواز می‌خواند و موسیقی کرال تنظیم می‌کند؛ و همچنین یکبار یک گروه کُر را برای اجرا در کنسرت سمفونیک ترابینگ گریسل در اتریش و لندن رهبری کرد. او به عنوان آهنگ‌ساز، قطعه ای را برای کنسرت سومارداگور ("روز تابستان") در تئاتر ملی ایسلند اجرا کرده‌است. او همچنین برای فیلم دانمارکی ربودن آهنگسازی کرده‌است.
او فیلم جوکر (۲۰۱۹) با بازی واکین فینیکس و به کارگردانی تاد فیلیپس را آهنگسازی کرد و برنده جایزه گلدن گلوب بهترین موسیقی ۲۰۲۰ و جایزه اسکار بهترین موسیقی فیلم در نود و دومین دوره جوایز اسکار شد.

## ترانه‌شناسی

### آلبوم‌های تک‌نوازی
- کوه A (به عنوان از دست رفته در هیلدرنس) (۲۰۰۶)
- بدون غرق شدن (۲۰۰۹)، به همراه نسخه وینیل با آهنگ‌های اضافی، انتشار در سال ۲۰۱۱
- کوه A (به عنوان هیلدور گورنوادوتیر)، (۲۰۱۰)
- اجازه دهید به نور (۲۰۱۲)
- سامان (۲۰۱۴)، به همراه نسخه وینیل

### موسیقی فیلم
| سال  | عنوان                                    | کارگردان          | یادداشت                              |
| ---- | ---------------------------------------- | ----------------- | ------------------------------------ |
| ۲۰۱۱ | خانه خونریزی                             | فیلیپ گلات        | آهنگساز                              |
| ۲۰۱۲ | ربودن                                    | توبیاس لیندلفم    | آهنگساز                              |
| ۲۰۱۲ | آسترو: یک افسانه جادویی در ریو دو ژانیرو | پائولا تراوالی    | آهنگساز                              |
| ۲۰۱۳ | جین                                      | رها اردم          | آهنگساز                              |
| ۲۰۱۳ | زندانیان                                 | دنیس ویلنیوو      | نوازنده ویولن سل                     |
| ۲۰۱۵ | سیکاریو                                  | دنیس ویلنیوو      | نوازنده ویولن سل                     |
| ۲۰۱۵ | الجاندرو گ. ایانارییتو                   |                   | نوازنده ویولن سل                     |
| ۲۰۱۶ | سوگند                                    | بالتاسار کورماکور | آهنگساز                              |
| ۲۰۱۶ | ورود                                     | دنیس ویلنیوو      | نوازنده ویولن سل                     |
| ۲۰۱۷ | تام فنلاند                               | کاروکوسکی گنبد    | آهنگساز، با لاسه انرسون              |
| ۲۰۱۷ | پایان سفر                                | سول دیب           | آهنگساز، با ناتالی هولت              |
| ۲۰۱۸ | مریم مجدلیه                              | گارت دیویس        | آهنگساز، با پرکاشنهای یوهان جوهانسون |
| ۲۰۱۸ | سیکاریو: روز سرباز                       | استفانو کالمیتا   | آهنگساز                              |
| ۲۰۱۹ | جوکر                                     | تاد فیلیپس        | آهنگساز                              |

### تلویزیون
| سال       | عنوان                                      | استودیو                                                   | یادداشت                                          |
| --------- | ------------------------------------------ | --------------------------------------------------------- | ------------------------------------------------ |
| ۲۰۱۳      | فارغ التحصیلان - آزادی به صورت رایگان نیست | هیل استون                                                 | آهنگسازی فیلم مستند                              |
| ۲۰۱۴      | بنابراین انتظار بسیار خوب است              | تولید مستند دانمارکی                                      | آهنگسازی فیلم مستند                              |
| ۲۰۱۴      | مینگ هارلم: بیست و یک طبقه در هوا          | - بیگ آدر فیلم - ولکا تراست - پیکچر پلیس - ماشینگان فیلمز | آهنگسازی فیلم مستند                              |
| ۲۰۱۵–۲۰۱۸ | به‌دام‌افتاده                                | آر یو وی                                                  | آهنگسازی، با یوهان جوهانسون                      |
| ۲۰۱۷      | جزیره بزرگ                                 | نتفلیکس                                                   | آهنگسازی فیلم مستند                              |
| ۲۰۱۷      | خروج                                       | پاندورا                                                   | آهنگسازی فیلم مستند                              |
| ۲۰۱۸      | ارواح خیابان                               | V71                                                       | آهنگسازی با اریک پپکی برای سریال مستند تلویزیونی |
| ۲۰۱۹      | چرنوبیل                                    | اچ بی او (ایالات متحده) اسکای (انگلستان)                  | آهنگسازی مینی سری تلویزیون                       |